# Aechmanthera
- Commons
- Wikispecies

Aechmanthera Nees, segundo o Sistema APG II, é um gênero botânico da família Acanthaceae. Espécies encontradas no Himalaia.

## Sinonímia
- Strobilanthes Blume

## Espécies
Apresenta cinco espécies:
- Aechmanthera claudiae
- Aechmanthera gossypina
- Aechmanthera leiosperma
- Aechmanthera tomentosa
- Aechmanthera wallichii

## Classificação do gênero
| Sistema | Classificação                       | Referência            |
| ------- | ----------------------------------- | --------------------- |
| APG II  | Ordem Lamiales, família Acanthaceae | APweb, versão 9, 2008 |